# Roca dels Moros
Roca dels Moros hay còn gọi là Các hang El Cogul là một nơi lưu trú trong đá chứa các hình vẽ nổi bật nghệ thuật đá lưu vực Địa Trung Hải Iberia thời tiền sử. Khu vực này nằm ở El Cogul, thuộc cộng đồng tự trị Catalunya, Tây Ban Nha. Từ năm 1998, các hình vẽ được công nhận là di sản thế giới bởi UNESCO.

## Sách chuyên khảo
- (tiếng Catalunya) Volume I of the Història de Catalunya directed by Pierre Vilar: Prehistòria i història antiga, Joan Maluquer de Motes.
- (tiếng Catalunya) Anna Alonso Tejada, Alexandre Grimal Navarro (2007): L´Art Rupestre del Cogul. Primeres Imatges Humanes a Catalunya, Pagès Editors, Lleida, ISBN 978-84-9779-593-7.
- Alexandre GRIMAL, Anna ALONSO (2007): Catálogo de Cataluña, Cuenca, Albacete, Guadalajara y Andalucía ("Catalogue of Catalonia, Cuenca, Albacete, Guadalajara and Andalucia") from Catálogo del Arte Rupestre Prehistórico de la Península Ibérica y de la España Insular. Arte Levantino ("Catalogue of prehistoric rock art of the Iberian Peninsula and the Spanish Islands. Levantine Art"), Real Academia de Cultura Valenciana, Archaeological Series, nº 22, Valencia, I-II Vols, pp. 113–252 (Vol I), pp. 41–85 (Vol II). ISBN 978-84-96068-84-1.
- (tiếng Catalunya) Anna ALONSO TEJADA, Alexandre GRIMAL (2003): L´art rupestre prehistòric a la comarca de les Garrigues, III Trobada d´Estudiosos de la Comarca de les Garrigues, Ajuntament de Cervià de les Garrigues (Lleida), pp. 17–25.